# Sybra pseudobityle
Sybra pseudobityle är en skalbaggsart som först beskrevs av Heller 1924.  Sybra pseudobityle ingår i släktet Sybra och familjen långhorningar.
Artens utbredningsområde är Filippinerna. Inga underarter finns listade i Catalogue of Life.